# The Sims 4: Dine Out
The Sims 4: Dine Out — третій ігровий пакет для комп'ютерної гри жанру стратегічного симулятору життя The Sims 4. Доповнення вийшло 7 червня 2016. Додає до гри ресторани, багато нових об'єктів, новий одяг, нові ігрові функції, нові кулінарні страви та активну ігрову кар'єру: власник ресторану. Доступний лише при цифровому завантаженню. Схожим доповненням є The Sims 2: Open for Business (сектор із ресторанним бізнесом).

## Нововведення
- Нові ігрові функції/взаємодії: обідання в ресторані, ресторани, рейтинги ресторанів, купівля лоту із рестораном
- Нові навички: Випікання та Кулінарний критик
- Нові кар'єри: Власник ресторану
- Нові інтерактивні об'єкти: кулінарні станції (для приготування звичайних страв та страв для гурманів)

## Рецензії
| Агрегатор    | Оцінка |
| ------------ | ------ |
| GameRankings | 70%    |